# Tryphon (Heiliger)

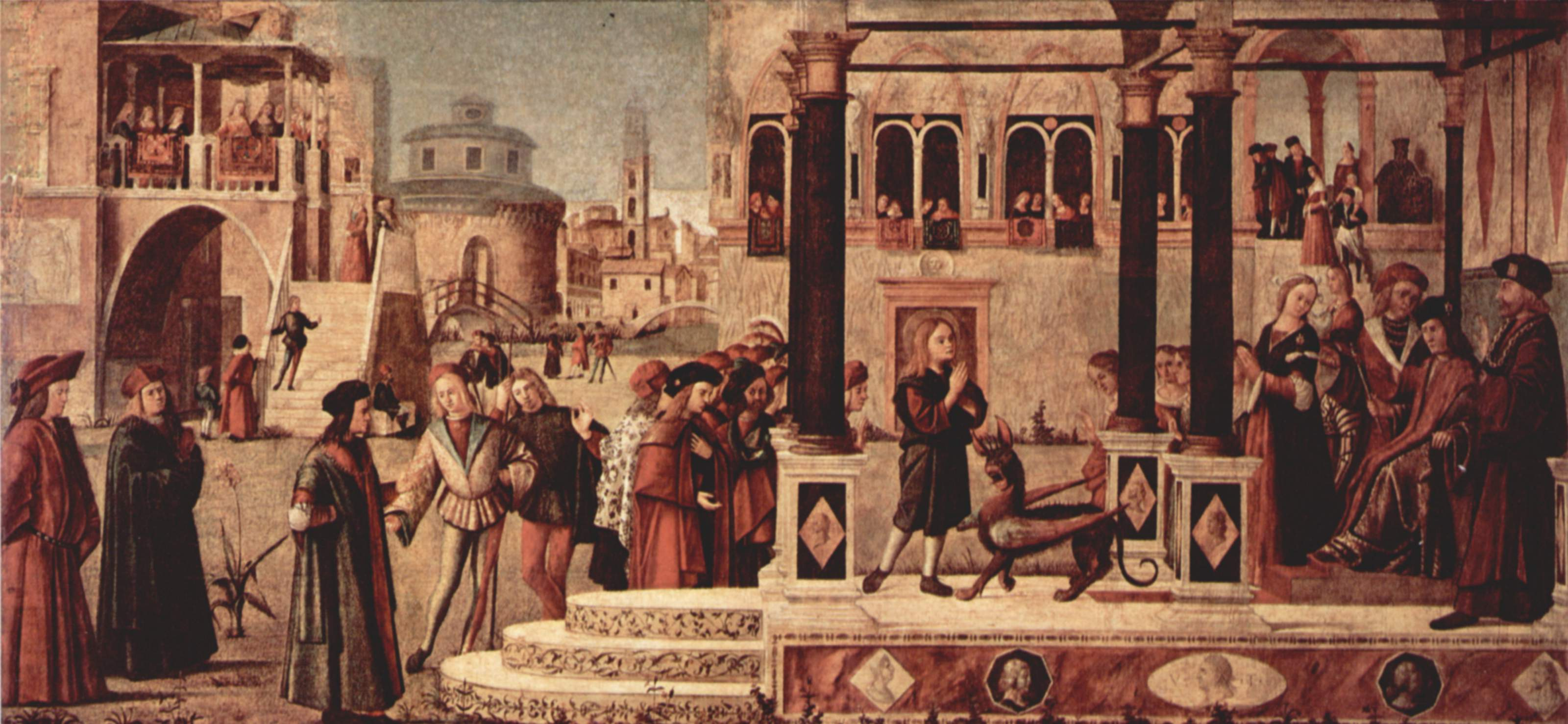
Der Hl. Tryphon befreit die Tochter Kaiser Gordians von einem Dämonen, Gemäldezyklus der Kapelle der Scuola di San Giorgio degli Schiavoni, Venedig, Vittore Carpaccio (um 1465–1525/6), um 1507

Tryphon (* um 232 in Sampsados (Phrygien); † um 250 in Nicäa) war ein christlicher Märtyrer. Er wird von der orthodoxen wie von der katholischen Kirche als Heiliger verehrt. Der Legende nach soll er einfacher Gänsehirt gewesen sein, der aufgrund seines starken Glaubens mit der Gnade begabt war, alle möglichen Krankheiten zu heilen. Ihm wurde die Macht nachgesagt, Dämonen auszutreiben.
Tryphon fiel der Christenverfolgung unter Kaiser Decius zum Opfer. Als er 17 Jahre alt war, wurde Tryphon beim Präfekten Aquilinus in Nicäa als Christ denunziert, gefangen genommen, vor Gericht gestellt, gefoltert und schließlich enthauptet.

## Verehrung
Im Troparion zum Fest des Heiligen heißt es: In Deiner Kraft hat er die Tyrannen besiegt und die ohnmächtige Gewalt der Dämonen gebrochen. Sein Kult verbreitete sich von seinem Grab in Sampsados nach Konstantinopel, Nicäa, Sizilien, Süditalien und Dalmatien. Er gilt als Patron der Gärtner und Winzer, in Bulgarien als Patron des Weines und ist Bistums- und Stadtpatron von Kotor und Mitpatron Italiens. In der griechischen Kirche wird seit dem 12. Jahrhundert der Tryphon-Segen gegen böse Geister und schädliche Insekten gespendet. Das Fest des heiligen Tryphon ist heute in beiden Kirchen am 1. Februar. In der serbisch-mazedonischen orthodoxen Kirche wird "Sveti Trifun" am 14. Februar gefeiert. Früher wurde es in der katholischen Kirche am 10. November begangen. Dies war der Tag, als seine Gebeine nach im 9. Jahrhundert nach Rom gebracht wurden. Tryphon-Reliquien werden auch in der Kathedrale von Kotor verehrt.

## Legende
Nach einer russischen Legende flog einem Falkner Iwans des Schrecklichen ein Falke davon, und der Falkner fürchtete um sein Leben. Im Traum erschien ihm Tryphon auf einem Schimmel reitend und mit dem Falken auf der Faust. Am nächsten Morgen fand er den Vogel an eben der Stelle, an der ihm Tryphon nachts im Traum erschienen war.

## Darstellung
Auf frühen Darstellungen in den kappadokischen Höhlenkirchen wird Tryphon stets als ganz junger Mann mit Handkreuz gezeigt. In ähnlicher Weise wird er auf orthodoxen Ikonen noch heute abgebildet. Im katholischen Bereich sind seit der Barockzeit auch Darstellungen in römischer Militärkleidung üblich. Womöglich ist die Vermischung mit einer anderen Märtyrerlegende die Ursache dafür. So soll der weniger bekannte heilige Respicius, der zusammen mit Tryphon den Märtyrertod erlitten hat, Soldat gewesen sein.
Auf russischen Ikonen wird Tryphon auch mit einem Falken auf der Faust dargestellt.

## Der Name des Heiligen
Tryphon bedeutet Zertrümmerer. In Italien, wo er viel verehrt wird, ist die Form Trifone gebräuchlich, bei den Südslawen Trifun bzw. Trifon oder Tripun.